# Calamotropha wallengreni
Calamotropha wallengreni là một loài bướm đêm trong họ Crambidae.